# Partido Regionalista de Guadalajara
El Partido Regionalista de Guadalajara (PRGU) es un partido político independiente de carácter regionalista y conservador circunscrito a la provincia de Guadalajara, en España. Fue fundado en enero de 1988.
Con un discurso marcadamente provincialista, en ocasiones cercano al castellanismo, y siempre muy conservador (cercano a la derecha extrema), el PRGU se muestra firme partidario de eliminar las actuales autonomías mediante un cambio en la Constitución Española.
Tras las elecciones municipales de 1999, el PRGU entró a gobernar en coalición con el PSOE en el municipio de Villanueva de la Torre. Sin embargo, dos concejales del PRGU en el municipio, Juan Pablo Cobos y Javier Baranda, presentaron junto con otros dos concejales del PP una moción de censura contra el entonces alcalde, el socialista Luis Fuentes Cubillo, que fue aprobada a principios de marzo de 2002, lo que llevó a José María Verdú, del PP, a hacerse cargo del gobierno municipal. Los dos concejales fueron por ello expulsados del PRGU.
Asimismo, ha apoyado la campaña Zorita: ni un año más, por el cierre de la central nuclear de Zorita.
Pese al escaso respaldo de los ciudadanos en sucesivos comicios en las últimas décadas y la evolución desfavorable de sus resultados electorales, el Partido Regionalista de Guadalajara sigue presentándose de forma pertinaz a las Elecciones Generales por la circunscripción de Guadalajara.

## Resultados
| Elecciones y fecha                                    | Votos | %    | Diputados/Concejales |
| ----------------------------------------------------- | ----- | ---- | -------------------- |
| Elecciones a las Cortes de Castilla-La Mancha de 1991 | 769   | 0,08 | 0                    |
| Elecciones a las Cortes de Castilla-La Mancha de 1995 | 543   | 0,05 | 0                    |
| Elecciones municipales de 1995                        | 904   | -    | -                    |
| Elecciones generales de 1996                          | 338   | -    | 0                    |
| Elecciones a las Cortes de Castilla-La Mancha de 1999 | 512   | 0,05 | 0                    |
| Elecciones municipales de 1999                        | 1.044 |      | -                    |
| Elecciones generales de 2000                          | 400   | -    | 0                    |
| Elecciones a las Cortes de Castilla-La Mancha de 2003 | 514   | 0,05 | 0                    |
| Elecciones municipales de 2003                        | 913   | -    | -                    |
| Elecciones generales de 2004                          | 325   | 0,28 | 0                    |
| Elecciones a las Cortes de Castilla-La Mancha de 2007 | 611   | 0,06 | 0                    |
| Elecciones municipales de 2007                        | 669   | -    | 1                    |
| Elecciones generales de 2008                          | 151   | -    | 0                    |